# ベッドフォード OXA
ベッドフォード OXAは、ベッドフォードOXD 1.5tトラックの車体を即席に装甲化した、イギリスの重装輪装甲車である。第二次世界大戦中に製造された。1940年から1941年にかけて948輌が作られた。これらの車輛は1942年までブリティッシュ・ホーム・ガードで運用された。